# Asimetría de bariones
El problema de la asimetría de bariones en física se refiere al hecho de que existe un desequilibrio en materia bariónica y materia antibariónica en el universo visible. Ni el modelo estándar de física de partículas, ni la teoría de relatividad general proveen una explicación de por qué debería ser así, y es una suposición natural que el universo sea neutral con todas las cargas conservadas. El Big Bang debió haber producido cantidades iguales de materia y antimateria. Ya que este no parece ser el caso, es probable que algunas leyes físicas hayan actuado diferente en la materia y antimateria. Existen varias hipótesis para explicar el desequilibrio de materia y antimateria que resulta en la bariogénesis, pero no existe una teoría general que explique este fenómeno.

## Explicaciones posibles

### Violaciones CP
La mayoría de las explicaciones involucran que el modelo estándar de física de partículas permita a algunas reacciones (involucradas específicamente en la fuerza nuclear débil) proceder de manera más fácil que su opuesto. Esto es llamado la "violación CP" de la simetría en interacciones débiles. Esta violación podría permitir que la materia fuera mayormente producida en comparación con la antimateria en las condiciones posteriores al Big Bang. Sin embargo, aún, no hay un consenso teórico respecto al asunto, y no existe evidencia experimental de un desequilibrio en los índices de creación de la materia y antimateria.

### Regiones del universo donde domina la antimateria
Otra posible explicación a la aparente asimetría bariónica es que hay regiones en el universo en las que la materia es dominante, y otras regiones del universo en las cuales la antimateria es dominante, y éstas están ampliamente separadas. Por consiguiente, el asunto se convierte en un problema de separación de materia y antimateria, en vez de un problema de desequilibrio en la creación. Los átomos de antimateria serían indistinguibles, a grandes distancias, de átomos de materia, ya que ambos producirían fotones en cantidades iguales. Solo en la frontera entre una región donde domina la materia y otra en donde lo hace la antimateria, la presencia de la antimateria sería detectable, ya que solo ahí habría una aniquilación de materia y antimateria (con una producción subsecuente de radiación gamma). Qué tan fácil sería o no detectar eso dependería de la distancia en la que la densidad de materia y antimateria se encuentren. Supuestamente, esa frontera estaría ubicada en el espacio profundo intergaláctico, y la densidad de materia en el espacio intergaláctico está razonablemente establecida en un átomo por metro cúbico. Asumiendo que esta es la densidad típica de materia y antimateria cerca de una frontera, la luminosidad de los rayos gamma de la interacción en la frontera puede calcularse fácilmente. Aproximadamente 30 años de investigación científica han puesto límites en qué tan lejos, como mínimo, la zona de interacción de dicha frontera tendría que estar, ya que ninguna zona ha sido detectada. Como consecuencia, es considerado altamente improbable que alguna región del universo obervable sea dominado por antimateria.
Al menos un estudio científico mayor, llamado el Espectrómetro Magnético Alpha, está planeado para que mejore, entre otras cosas, nuestra capacidad de detectar regiones dominadas por antimateria.
Otra posibilidad es que existan regiones dominadas por antimateria en el universo, solo que no se encuentran en el universo observable. Los modelos de inflación cósmica sugieren que quizá haya más de un universo visible desde la Tierra, debido a que el universo no es lo suficientemente viejo para que la luz de las partes distantes nos haya alcanzado hoy. Si es así, las regiones y radiación de la frontera de materia y antimateria estarían "en camino" a la Tierra, por lo que no es posible observarlas aún.  
Otra posibilidad es que la antimatera repela a la materia ordinaria en vez de ser atraída gravitacionalmente hacia ella. Esto impediría las interacciones obervables. Sin embargo, esta idea entra en conflicto con la relatividad general. Las ecuaciones del campo de Einstein declaran que el tensor de energía-impulso se encuentra en la fuente del campo gravitatorio, lo cual implica que la gravedad es atractiva para la antimateria. Por lo que, no existen observaciones astronómicas que sugieran la existencia de una fuerza de repulsión gravitatoria entre dos galaxias o agrupaciones galácticas, mas la causada por la expansión acelerada del universo. La mayor parte de los científicos cree que la materia y antimateria se atraen mutuamente gravitacionalmente.

### Momento dipolar eléctrico
La presencia de un momento dipolar eléctrico (EDM, por sus siglas en inglés) en cualquier partícula fundamental violaría la simetría de paridad (P) y la de tiempo (T). Un EDM permitiría que la materia y antimateria decayeran a velocidades distintas llevando a una posible asimetría entre ambas como las observadas hoy en día. Actualmente, se están llevando varios experimentos para medir el EDM de varias partículas físicas. Todas las mediciones son inconsistentes con algún momento dipolar eléctrico. Sin embargo, los resultados presentan limitaciones rigurosas en la cantidad de violación simétrica que un modelo físico puede permitir. La medición más reciente de EMD fue publicada en 2011. El grupo del "Imperial College London" midió el EDM de un electrón usando haz de impulsos de moléculas de mono-fluoruro de iterbio (YbF). Su resultado fue publicado en el journal científico Nature .